# Euploea kunggana
Euploea kunggana är en fjärilsart som beskrevs av Carpenter 1953. Euploea kunggana ingår i släktet Euploea och familjen praktfjärilar. Inga underarter finns listade i Catalogue of Life.